# Cebu City
Cebu (cebuano: Dakbayan sa Sugbo, tagaloški: Lungsod ng Cebu, španjolski: Ciudad de Cebú) je grad u Filipinima, smješten na istoimenom otoku.

## Zemljopis
Cebu se nalazi u središnjem dijelu otoka u regiji Središnji Visayas. Ima površinu od 315 km2, oko 134 km2 je klasificirano kao urbano, dok je 90,8 km2 klasificirano kao ruralno područje, svi barangaysi su klasificirani kao urbana područja. Susjedni gradovi su Mandaue i Consolacion sjeveroistočno, na zapadu je Toledo,  Balamban i Asturias,a na jugu su Talisay i Minglanilla.

## Povijest
Portugalski istraživač Ferdinand Magellan doplovio je do Cebu 7. travnja 1521. godine. Pozdravio ga je radža Humabon, kralj Cebua, zajedno sa svojom suprugom, i oko 700 otočana. Magellan je međutim, ubijen u Bitci na otoku Mactanu, a preostali članovi njegove ekspedicije napustili su Cebu. Španjolski osvajači predvođeni Miguel López de Legazpiom došli su na Cebu 13. veljače 1565. godine, al su brzo otišli nakon sukoba s domorodcima.

## Demografija
Prema popisu stanovništva iz 2010. godine, grad ima 866.171 stanovnika, dok je prosječna gustoća naseljenosti 2.700 stan/km2.		

## Gradovi prijatelji
Međunarodni:
- Bandung, Indonezija
- Barcelona, Španjolska
- Beersheba, Izrael
- Busan, Južna Koreja
- Chula Vista, Kalifornia}, SAD
- Haarlemmermeer, Nizozemska
- Kaoshiung, Tajvan
- Kortrijk, Belgija
- Ljubljana, Slovenija
- Parramatta City, Australija
- Salinas, Kalifornia}
- Seattle, Washington}, SAD
- Sankt-Peterburg, Rusija
- Valparaíso, Čile
- Vladimir, Rusija[3]
- Vladivostok, Rusija[4]
- Yeosu, Južna Koreja

Filipini:
- Manila, Metro Manila
- Davao City, Davao del Sur
- Tagum City, Davao del Norte
- General Santos, South Cotabato

## Vanjske poveznice
|  | Zajednički poslužitelj ima još gradiva o temi Cebu City |

- Službena stranica  Arhivirana inačica izvorne stranice od 27. veljače 2011. (Wayback Machine)